# Véronique Renard
Véronique Françoise Caroline Renard, ook wel Pantau genoemd, (Jutphaas, 26 mei 1965) is een Nederlands schrijfster en kunstschilder. Ze behaalde haar doctoraat in Nederlandse literatuur en schreef in de jaren 80 en 90 verschillende romans, die niet uitgegeven werden. Véronique Renard was op haar achttiende een van de eerste transseksuele Nederlanders die met een genderbevestigende operatie het geslacht liet veranderen van man naar vrouw.
In 1989 startte ze met de roeisport en deed onder ander mee aan verschillende competities waaronder de Friese Elfsteden Roeimarathon. Na een ongeluk in huis in 1999 verbrijzelde ze haar rechterbovenarm en ontwrichtte ze haar schouder. Hiermee eindigde abrupt haar roeicarrière.
Tijdens een reis naar de Himalaya kwam ze in Dharamsala, de verblijfplaats van de veertiende dalai lama en de Tibetaanse regering in ballingschap. Na een ontmoeting met de dalai lama nam ze de naam Pantau aan en besloot ze zich in te zetten voor de Tibetanen en de Tibetaanse vrijheid. Ze richtte de Pantau Foundation op die de scholing van Tibetaanse kinderen in ballingschap sponsort.
Vanaf 2000 schreef Véronique Renard verschillende boeken in het Engels. Het boek Pantau in India verscheen ook in het Nederlands.

## Werk
- 2000: Pantau in Dharamsala, geen ISBN
- 2001: The Fire of Hell, met Lobsang Yonten
- 2001: Pantau in India, iUniverse, New York, ISBN 0595-41623-3 (Nederlands: Pantau in India, Aspekt, Soesterberg, ISBN 9789059114562)
- 2007: Pholomolo - No man No Woman, iUniverse, New York, ISBN 978-0-595-44669-8